# Alfredo Marcano
Alfredo Marcano (ur. 18 stycznia 1947 w Cumaná, zm. 5 kwietnia 2009 w Cumaná) – wenezuelski zawodowy bokser, były mistrz świata w kategorii junior lekkiej.
Boksował w latach 1966-1975. 29 lipca 1971 został mistrzem świata wagi junior lekkiej organizacji WBA po wygranej z Tokio z obrońcą tytułu Hiroshim Kobayashim przez techniczny nokaut w 10. rundzie.
W obronie tytułu wygrał z Kenjim Iwatą przez nokaut w 4. rundzie, ale w następnej walce 25 kwietnia 1972 uległ jednogłośnie na punkty Benowi Villaflorowi z Filipin. Później wygrał kilka kolejnych walk. 7 września 1974 zmierzył się o wakujący tytuł w wadze piórkowej organizacji WBC, ale przegrał przez nokaut w 9. rundzie z Bobbym Chaconem z USA. Zakończył karierę w marcu 1975 po porażce przez nokaut z Artem Haleyem.
Zmarł w kwietniu 2009 na raka.